# Ванг Шуен
Ванг Шуен (кин: 汪顺, пинјин: Wang Shun; Нингбо, 11. фебруар 1994) кинески је пливач чија специјалност су трке мешовитим стилом на 200 и 400 метара. Двоструки је кинески олимпијиац, вишеструки учесник светских првенстава и двоструки светски првак у трци на 200 мешовито у малим базенима. Национални је рекордер у тркама на 200 и 400 мешовито. 

## Спортска каријера
Ванг се на међународној спортској сцени први пут појавио на Азијским играма 2010, чији домаћин је била Кина, где је освајањем сребрне медаље на 200 мешовито скренуо на себе пажњу шире спортске јавности. Годину дана касније дебитовао је и на светским првенствима, на првенству које је одржано у кинеском Шангају, где је као члан кинеске штафете на 4×200 слободно освојио и прву медаљу, бронзану. Учестовао је и на светским првенствима у Барселони 2013. (бронза на 4×200 слободно), Казању 2015. (бронза на 200 мешовито), Будимпешти 2017. (бронза на 200 мешовито) и Квангџуу 2019. године на којима је освојио још три бронзане медаље. 
Био је члан кинеског олимпијског тима на ЛОИ 2012. у Лондону и ЛОИ 2016. у Рију, а највећи успех остварио је у Рио де Жанеиру где је освојио бронзану медаљу у трци на 200 мешовито. 